# Nuoto ai XVIII Giochi del Mediterraneo - 100 metri dorso femminili
La gara dei 100 metri dorso femminili dei XVIII Giochi del Mediterraneo si è svolta il 24 giugno 2018. Al mattino si sono svolte le batterie, mentre la finale si è disputata nel pomeriggio.

## Podio
| Pos. | Atleta              | Nazione |
| ---- | ------------------- | ------- |
|      | Margherita Panziera | Italia  |
|      | Silvia Scalia       | Italia  |
|      | Ekaterina Avramova  | Turchia |

## Record
Prima della manifestazione il record del mondo (RM) e il record dei Giochi del Mediterraneo (RG) erano i seguenti.
|  | 58"10   | Kylie Masse | 25 luglio 2017 Budapest |
|  | 1'01"57 | Elena Gemo  | 24 giugno 2013 Mersin   |

Durante la competizione è stato migliorato il seguente record:
|  | 1'00"70 | Margherita Panziera |

## Risultati

### Batterie
| Pos. | Batteria | Corsia | Atleta              | Nazionalità | Tempo   | Note |
| ---- | -------- | ------ | ------------------- | ----------- | ------- | ---- |
| 1    | 2        | 4      | Margherita Panziera | Italia      | 1'00"70 | Q    |
| 2    | 1        | 3      | Ekaterina Avramova  | Turchia     | 1'01"66 | Q    |
| 3    | 2        | 6      | Paloma de Bordóns   | Spagna      | 1'02"01 | Q    |
| 4    | 1        | 5      | Duane Da Rocha      | Spagna      | 1'02"27 | Q    |
| 5    | 2        | 5      | Silvia Scalia       | Italia      | 1'02"47 | Q    |
| 6    | 2        | 3      | Theodora Drakou     | Grecia      | 1'02"69 | Q    |
| 7    | 1        | 4      | Camille Gheorghiu   | Francia     | 1'04"00 | Q    |
| 8    | 1        | 6      | Rim Ouenniche       | Tunisia     | 1'05"96 | Q    |
| 9    | 2        | 2      | Mónica Ramírez      | Andorra     | 1'06"42 |      |
| 10   | 1        | 2      | Fjorda Shabani      | Kosovo      | 1'07"69 |      |
| 11   | 2        | 7      | Eda Zeqiri          | Kosovo      | 1'09"42 |      |

### Finale
| Pos. | Corsia | Atleta              | Nazionalità | Tempo   | Note |
| ---- | ------ | ------------------- | ----------- | ------- | ---- |
|      | 4      | Margherita Panziera | Italia      | 1'00"74 |      |
|      | 2      | Silvia Scalia       | Italia      | 1'00"99 |      |
|      | 5      | Ekaterina Avramova  | Turchia     | 1'01"16 |      |
| 4    | 6      | Duane Da Rocha      | Spagna      | 1'01"40 |      |
| 5    | 7      | Theodora Drakou     | Grecia      | 1'02"53 |      |
| 6    | 3      | Paloma de Bordóns   | Spagna      | 1'02"70 |      |
| 7    | 1      | Camille Gheorghiu   | Francia     | 1'03"45 |      |
| 8    | 8      | Rim Ouenniche       | Tunisia     | 1'04"92 |      |